# 喬利西克
49°4′29″N 28°41′23″E / 49.07472°N 28.68972°E
喬利西克（烏克蘭語：Чаульське），是烏克蘭西南部的村莊，隸屬文尼察州的文尼察區。該村始建於1885年，面積0.47平方公里，海拔高度268米，2001年人口91。